# Christisonia indica
Christisonia indica là loài thực vật có hoa thuộc họ Cỏ chổi. Loài này được Anil Kumar mô tả khoa học đầu tiên năm 2006.